# Saint-Raphaël (Dordogne)
Pour les articles homonymes, voir Saint-Raphaël.
Saint-Raphaël est une commune française située dans le département de la Dordogne, en région Nouvelle-Aquitaine.

## Géographie

### Généralités
Dans le quart nord-est du département de la Dordogne, la commune de Saint-Raphaël est située sur les hauteurs entre la Loue au nord et l'Auvézère au sud. Elle est arrosée par deux ruisseaux sans nom, affluents de ces deux rivières.
Le petit bourg de Saint-Raphaël est desservi par une voie communale qui suit la ligne de crête reliant les routes départementales 67 à l'ouest et 76 au nord-est (cette dernière étant hors du territoire communal). Il se situe, en distances orthodromiques, quatre kilomètres au sud-sud-est du bourg d'Excideuil et sept kilomètres et demi au nord-ouest de celui de Hautefort.
Le sentier de grande randonnée précédemment nommé GR 646 et figurant actuellement sur les cartes du Géoportail sous l'appellation « GR 36 accès » fait une incursion d'environ trois kilomètres au sud-est du territoire communal en deux tronçons.

### Communes limitrophes
Saint-Raphaël est limitrophe de six autres communes dont Anlhiac au nord-est par un quadripoint.
|                          | Excideuil     | Saint-Médard-d'Excideuil, Anlhiac |
| Saint-Martial-d'Albarède | Saint-Raphaël |                                   |
|                          | Tourtoirac    | Cherveix-Cubas                    |

### Géologie et relief

#### Géologie
Situé sur la plaque nord du Bassin aquitain et bordé à son extrémité nord-est par une frange du Massif central, le département de la Dordogne présente une grande diversité géologique. Les terrains sont disposés en profondeur en strates régulières, témoins d'une sédimentation sur cette ancienne plate-forme marine. Le département peut ainsi être découpé sur le plan géologique en quatre gradins différenciés selon leur âge géologique. Saint-Raphaël est située dans le deuxième gradin à partir du nord-est, un plateau formé de roches calcaires très dures du Jurassique que la mer a déposées par sédimentation chimique carbonatée, en bancs épais et massifs.
Les couches affleurantes sur le territoire communal sont constituées de formations superficielles du Quaternaire et de roches sédimentaires datant pour certaines du Cénozoïque, et pour d'autres du Mésozoïque. La formation la plus ancienne, notée l4, date du Toarcien, composée d'argiles et marnes grises (formation de Tourtoirac), marnes dolomitiques pyriteuses au sommet, parfois calcaires marneux à la base. La formation la plus récente, notée CFp, fait partie des formations superficielles de type colluvions indifférenciées de versant, de vallon et plateaux issues d'alluvions, molasses, altérites. Le descriptif de ces couches est détaillé dans  les feuilles « no 759 - Périgueux (est) » et « no 760 - Juillac » de la carte géologique au 1/50 000 de la France métropolitaine, et leurs notices associées,.

Carte géologique de Saint-Raphaël.

#### Relief et paysages

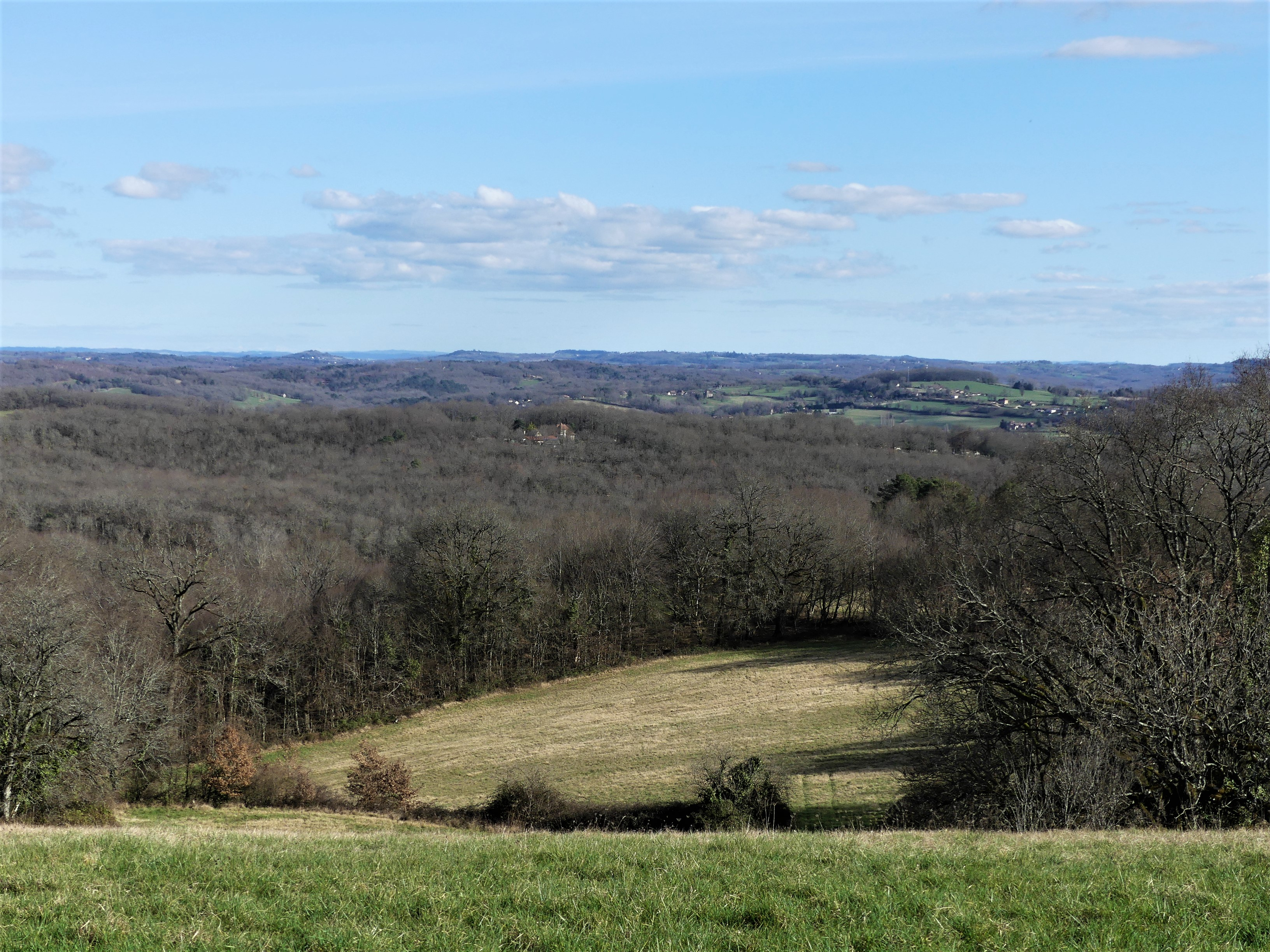
Vue vers l'est prise au niveau de la table d'orientation.

Le département de la Dordogne se présente comme un vaste plateau incliné du nord-est (491 m, à la forêt de Vieillecour dans le Nontronnais, à Saint-Pierre-de-Frugie) au sud-ouest (2 m à Lamothe-Montravel). L'altitude du territoire communal varie quant à elle entre 159 ou 161 mètres, à l'extrême sud-est, à proximité de la fontaine de Ladoux, là où l'affluent de l'Auvézère  quitte la commune et entre sur celle de Tourtoirac, et 296 mètres à l'extrême nord-est, en limite de trois autres communes : Anlhiac, Cherveix-Cubas et Saint-Médard-d'Excideuil.
Dans le cadre de la Convention européenne du paysage entrée en vigueur en France le 1er juillet 2006, renforcée par la loi du 8 août 2016 pour la reconquête de la biodiversité, de la nature et des paysages, un atlas des paysages de la Dordogne a été élaboré sous maîtrise d’ouvrage de l’État et publié en octobre 2020. Les paysages du département s'organisent en huit unités paysagères,. La commune fait partie du Périgord central, un paysage vallonné, aux horizons limités par de nombreux bois, plus ou moins denses, parsemés de prairies et de petits champs.
La superficie cadastrale de la commune publiée par l'Insee, qui sert de référence dans toutes les statistiques, est de 7,13 km2,,. La superficie géographique, issue de la BD Topo, composante du Référentiel à grande échelle produit par l'IGN, est quant à elle de 7,32 km2.

### Hydrographie

#### Réseau hydrographique
La commune est située dans le bassin de la Dordogne au sein du Bassin Adour-Garonne. Elle est drainée par des petits cours d'eau, qui constituent un réseau hydrographique de 4 km de longueur totale,.

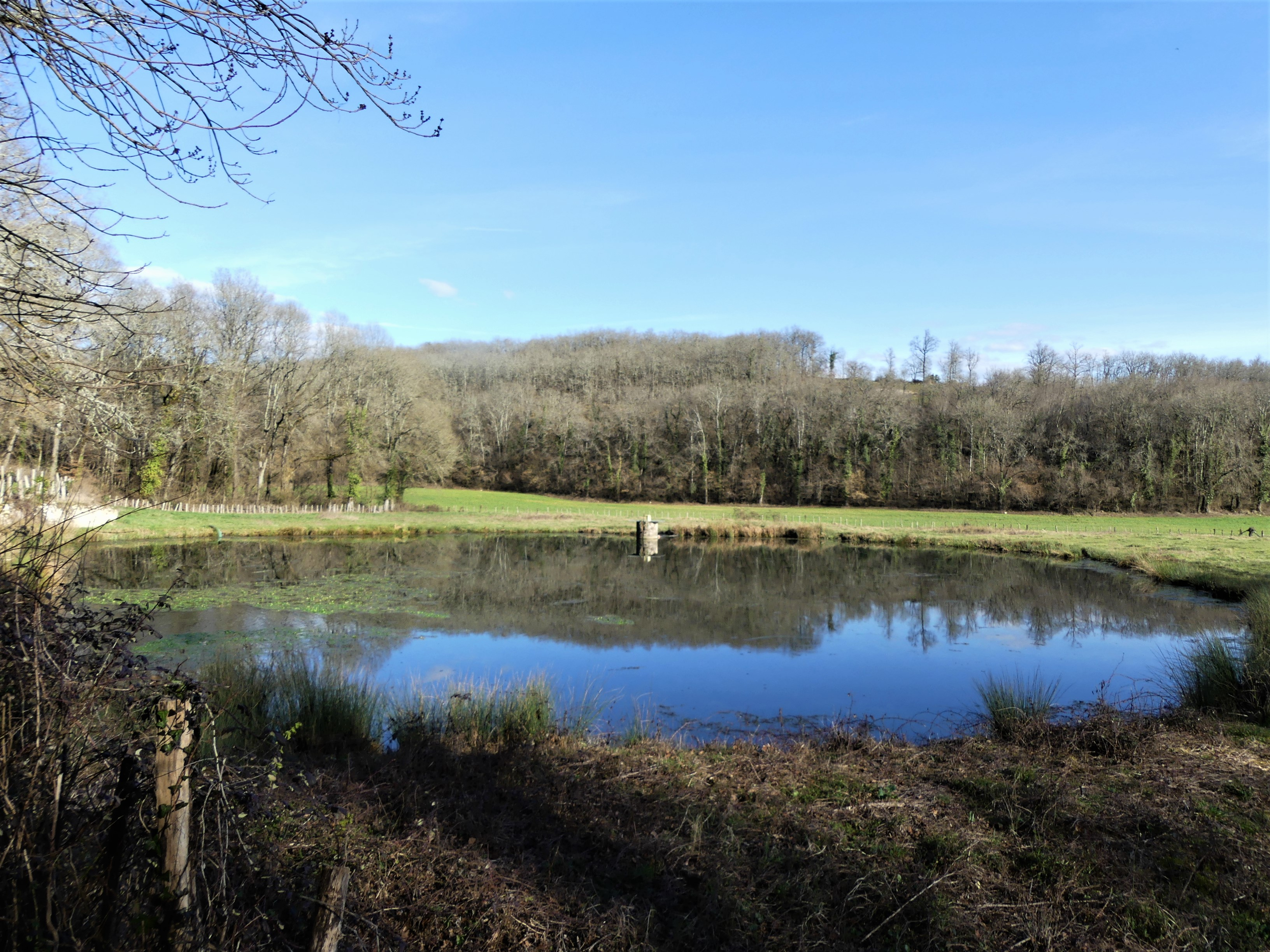
L'étang en contrebas de la fontaine de Ladoux.
Réseaux hydrographique et routier de Saint-Raphaël.

#### Gestion et qualité des eaux
Le territoire communal est couvert par le schéma d'aménagement et de gestion des eaux (SAGE) « Isle - Dronne ». Ce document de planification, dont le territoire regroupe les bassins versants de l'Isle et de la Dronne, d'une superficie de 7 500 km2, a été approuvé le 2 août 2021. La structure porteuse de l'élaboration et de la mise en œuvre est l'établissement public territorial de bassin de la Dordogne (EPIDOR). Il définit sur son territoire les objectifs généraux d’utilisation, de mise en valeur et de protection quantitative et qualitative des ressources en eau superficielle et souterraine, en respect des objectifs de qualité définis dans le troisième SDAGE  du Bassin Adour-Garonne qui couvre la période 2022-2027, approuvé le 10 mars 2022.
La qualité des eaux de baignade et des cours d’eau peut être consultée sur un site dédié géré par les agences de l’eau et l’Agence française pour la biodiversité.

### Climat
Pour des articles plus généraux, voir Climat de la Nouvelle-Aquitaine et Climat de la Dordogne.
Historiquement, la commune est exposée à un climat océanique aquitain.  
En 2020, Météo-France publie une typologie des climats de la France métropolitaine dans laquelle la commune est exposée à un climat océanique altéré et est dans la région climatique  Ouest et nord-ouest du Massif Central, caractérisée par une pluviométrie annuelle de 900 à 1 500 mm, maximale en automne et en hiver.
Pour la période 1971-2000, la température annuelle moyenne est de 12,2 °C, avec  une amplitude thermique annuelle de 14,8 °C. Le cumul annuel moyen de précipitations est de 1 045 mm, avec 12,6 jours de précipitations en janvier et 7,6 jours en juillet. Pour la période 1991-2020, la température moyenne annuelle observée sur la station météorologique la plus proche, située sur la commune de Thenon à 19 km à vol d'oiseau, est de 12,9 °C et le cumul annuel moyen de précipitations est de 907,1 mm,. Pour l'avenir, les paramètres climatiques de la commune estimés pour 2050 selon différents scénarios d’émission de gaz à effet de serre sont consultables sur un site dédié publié par Météo-France en novembre 2022.

### Milieux naturels et biodiversité

#### Espaces protégés
La protection réglementaire est le mode d’intervention le plus fort pour préserver des espaces naturels remarquables et leur biodiversité associée,.
La commune fait partie du bassin de la Dordogne, un territoire d'une superficie de 24 000 km2 reconnu réserve de biosphère par l'UNESCO en juillet 2012 et se situe dans sa « zone de transition ».

#### Réseau Natura 2000
Le réseau Natura 2000 est un réseau écologique européen de sites naturels d'intérêt écologique élaboré à partir des directives habitats et oiseaux, constitué de zones spéciales de conservation (ZSC) et de zones de protection spéciale (ZPS).
Aucun site Natura 2000 n'a été défini sur la commune.

#### Zones naturelles d'intérêt écologique, faunistique et floristique

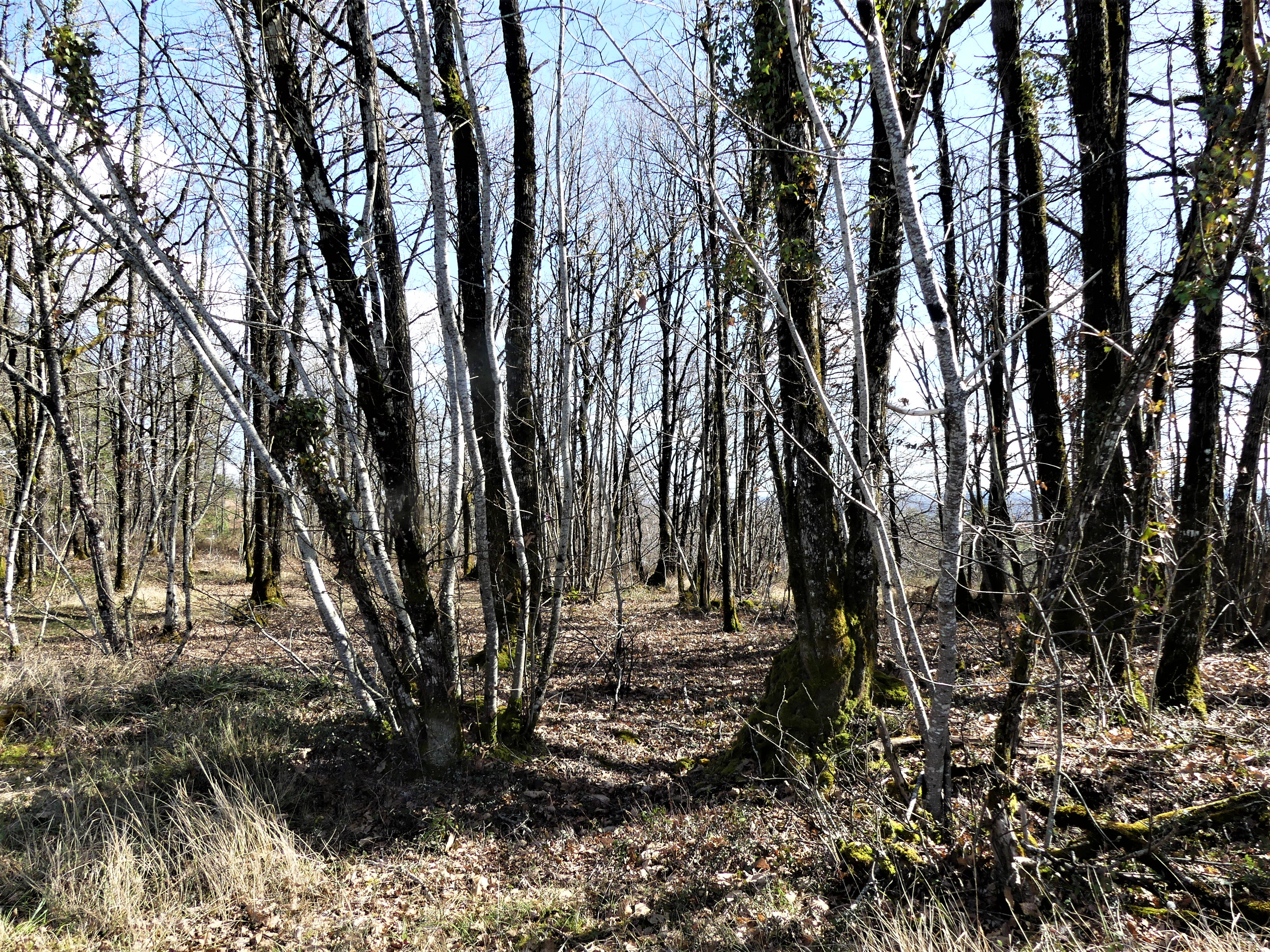
Le causse de Cubjac vers le lieu-dit le Cuvier.

L'inventaire des zones naturelles d'intérêt écologique, faunistique et floristique (ZNIEFF) a pour objectif de réaliser une couverture des zones les plus intéressantes sur le plan écologique, essentiellement dans la perspective d’améliorer la connaissance du patrimoine naturel national et de fournir aux différents décideurs un outil d’aide à la prise en compte de l’environnement dans l’aménagement du territoire.
En 2022, une ZNIEFF est recensée sur la commune d’après l'INPN.
Cette ZNIEFF de type 2 le « causse de Cubjac » concerne les coteaux en rive droite de l'Auvézère et ceux en rive gauche de l'Isle et de son affluent, la Loue, sur treize communes, depuis Escoire au sud-ouest jusqu'à Saint-Raphaël au nord-est, et notamment toute une partie ouest de la commune s’étendant sur plus de 2 km2. L'intérêt majeur de cette ZNIEFF réside dans la présence d'une espèce déterminante de plantes, la Spirée à feuilles de millepertuis (Spiraea hypericifolia subsp. obovata)), et une autre espèce de plantes protégée au titre de la Directive habitats de l'Union européenne, le Poirier à feuilles en cœur (Pyrus cordata).

## Urbanisme

### Typologie
Au 1er janvier 2024, Saint-Raphaël est catégorisée commune rurale à habitat très dispersé, selon la nouvelle grille communale de densité à 7 niveaux définie par l'Insee en 2022.
Elle est située hors unité urbaine et hors attraction des villes,.

### Occupation des sols
L'occupation des sols de la commune, telle qu'elle ressort de la base de données européenne d’occupation biophysique des sols Corine Land Cover (CLC), est marquée par l'importance des forêts et milieux semi-naturels (56,8 % en 2018), en diminution par rapport à 1990 (59,2 %). La répartition détaillée en 2018 est la suivante : 
forêts (56,8 %), prairies (41,9 %), zones agricoles hétérogènes (1,3 %). L'évolution de l’occupation des sols de la commune et de ses infrastructures peut être observée sur les différentes représentations cartographiques du territoire : la carte de Cassini (XVIIIe siècle), la carte d'état-major (1820-1866) et les cartes ou photos aériennes de l'IGN pour la période actuelle (1950 à aujourd'hui).

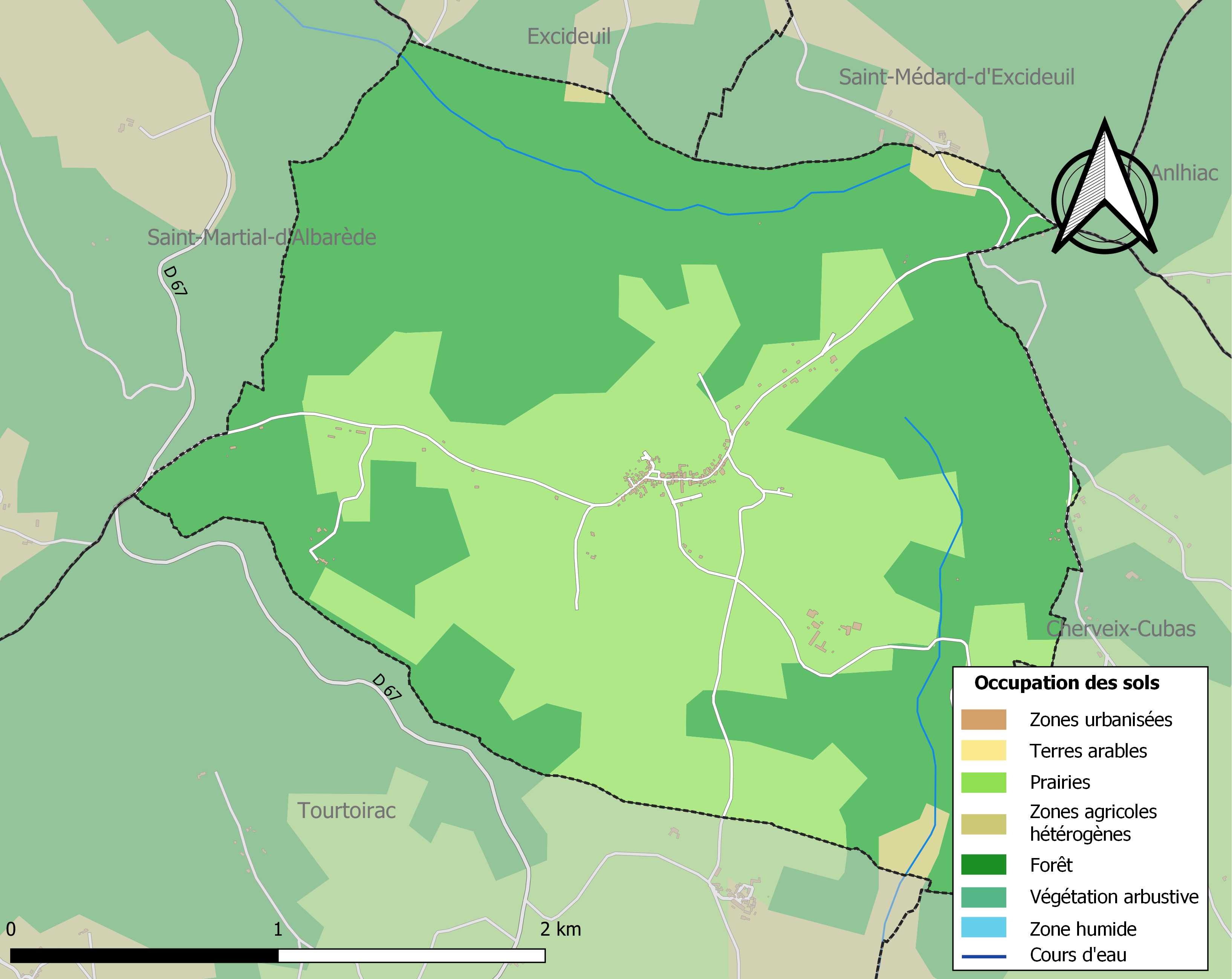
Carte des infrastructures et de l'occupation des sols de la commune en 2018 (CLC).

### Villages, hameaux et lieux-dits
Outre le petit bourg de Saint-Raphaêl proprement dit, le territoire se compose de quelques autres villages ou hameaux, ainsi que de lieux-dits :
- la Beaubérie
- Beausoleil
- les Boursaques
- le Colombier
- la Croix de la Gondie
- le Cuvier
- Fontaine de Ladoux
- le Grand Lac
- Lacombe
- le Parc
- Pierregrelière.

### Prévention des risques
Le territoire de la commune de Saint-Raphaël est vulnérable à différents aléas naturels : météorologiques (tempête, orage, neige, grand froid, canicule ou sécheresse), feux de forêts, mouvements de terrains et séisme (sismicité très faible). Un site publié par le BRGM permet d'évaluer simplement et rapidement les risques d'un bien localisé soit par son adresse soit par le numéro de sa parcelle.
Saint-Raphaël est exposée au risque de feu de forêt. L’arrêté préfectoral du 14 mars 2013 fixe les conditions de pratique des incinérations et de brûlage dans un objectif de réduire le risque de départs d’incendie. À ce titre, des périodes sont déterminées : interdiction totale du 15 février au 15 mai et du 15 juin au 15 octobre, utilisation réglementée du 16 mai au 14 juin et du 16 octobre au 14 février. En septembre 2020, un plan inter-départemental de protection des forêts contre les incendies (PidPFCI) a été adopté pour la période 2019-2029,.

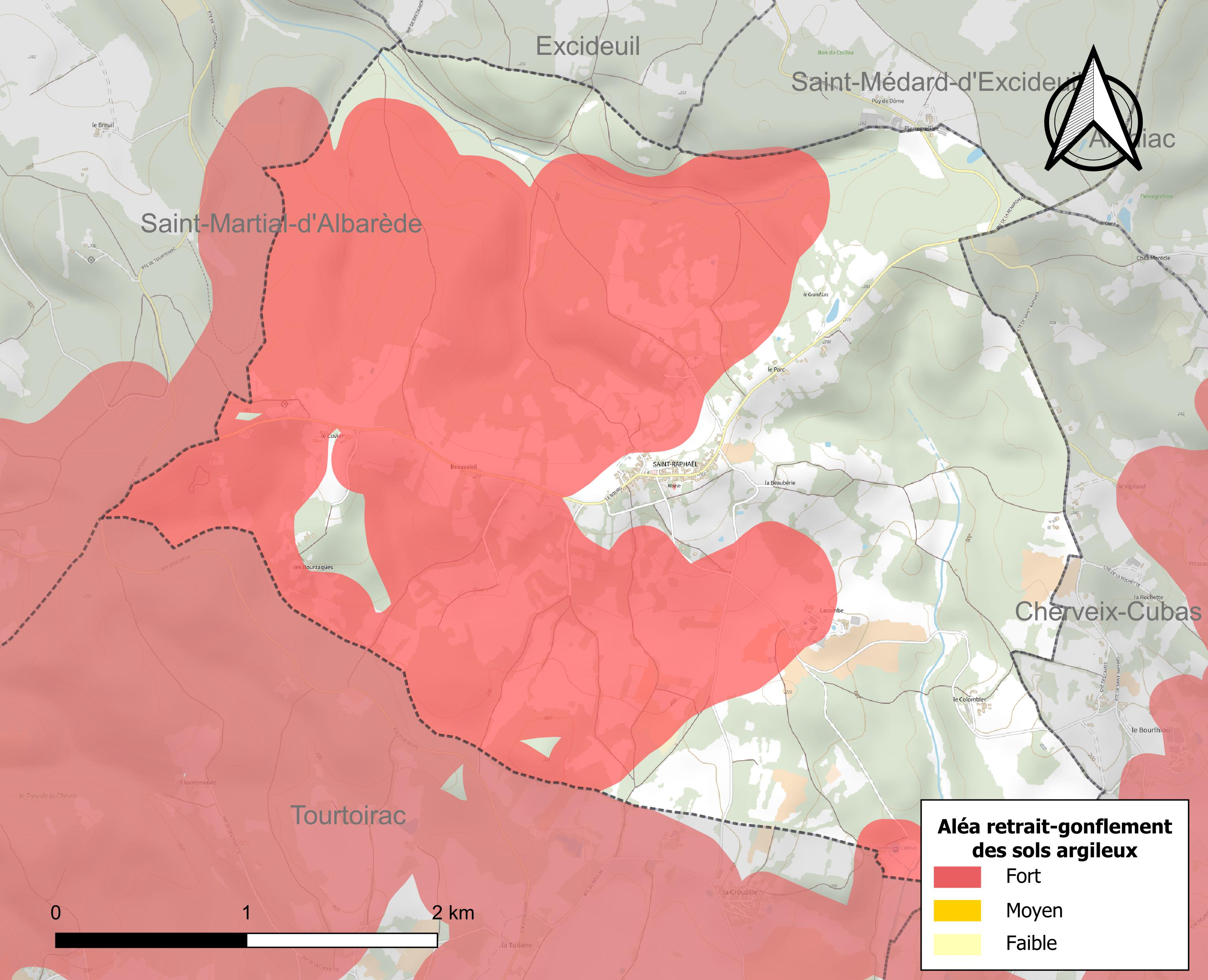
Carte des zones d'aléa retrait-gonflement des sols argileux de Saint-Raphaël.

Les mouvements de terrains susceptibles de se produire sur la commune sont des tassements différentiels. Le retrait-gonflement des sols argileux est susceptible d'engendrer des dommages importants aux bâtiments en cas d’alternance de périodes de sécheresse et de pluie. 53,3 % de la superficie communale est en aléa moyen ou fort (58,6 % au niveau départemental et 48,5 % au niveau national métropolitain). Depuis le 1er octobre 2020, en application de la loi ÉLAN, différentes contraintes s'imposent aux vendeurs, maîtres d'ouvrages ou constructeurs de biens situés dans une zone classée en aléa moyen ou fort,.
La commune a été reconnue en état de catastrophe naturelle au titre des dommages causés par les inondations et coulées de boue survenues en 1982 et 1999, par la sécheresse en 1989 et 1992 et par des mouvements de terrain en 1999.

## Toponymie
La plus ancienne mention connue du lieu date de l'an 1120 sous la forme ecclesia sancti Raphaelis correspondant à l'église du lieu.
Au XIIIe siècle, on trouve dans un pouillé une autre forme latine Monasterium Sancti Raphaelis correspondant au prieuré établi sur place,.
Le nom de la commune se réfère à l'archange Raphaël,.
En occitan, la commune porte le nom de Sent Rafeu,.

## Histoire
Au Xe siècle, le village était formé autour d'un prieuré dépendant de l'abbaye de Tourtoirac. Ce prieuré dans lequel vivaient quelques moines possédait une immense église, vraisemblablement trois fois plus grande que celle d'aujourd'hui. Il n'en reste que des vestiges (deux colonnes). Elle fut détruite pendant la guerre de Cent Ans qui sévit à cette période sur tout le Périgord. En 1120, une bulle du pape Calixte II précise que l'église de Saint-Raphaël dépend de l'abbaye de Tourtoirac.
Au XIVe siècle, la paroisse de Saint-Raphaël dépendait de la châtellenie d'Excideuil.
La commune porta, au cours de la période révolutionnaire de la Convention nationale (1792-1795), le nom de Monchemin.
La légende du tombeau de saint Rémy par Eugène Le Roy :
« … saint Rémy a encore une autre dévotion en Périgord ; c’est à Saint-Raphaël, sur les hauteurs, entre Cherveix et Excideuil. Il y a là, dans l’église, le tombeau du saint que l’on va chevaucher, comme à Auriac on se frotte à sa statue, pour guérir de toutes sortes de maladies et douleurs, et on y est guéri comme à Auriac. »

« Autrefois, le tombeau de saint Rémy n’était pas au bourg de Saint-Raphaël, mais à une cafourche de quatre chemins, où aboutissaient quatre paroisses : Cherveix, Anlhiac, Saint-Médard et Saint-Raphaël. Comme ce tombeau attirait beaucoup de monde, ces quatre paroisses se le disputaient. Un jour, les gens d’Anlhiac amenèrent leurs meilleurs bœufs, les attelèrent à la pierre du tombeau, mais ne purent la faire bouger d’une ligne. Ceux de Saint-Médard essayèrent ensuite et ne réussirent pas davantage. Alors les riches propriétaires de Cherveix, avec leurs grands forts bœufs de la plaine, bénits pour la circonstance, montèrent sur les coteaux et à leur tour essayèrent d’entraîner la susdite pierre ; mais sans plus de succès que les autres. Enfin les gens de Saint-Raphaël vinrent en procession avec un âne — tout ce qu’ils avaient, les pauvres ! — et après que le curé eût invoqué le grand saint Rémy, l’âne attelé au tombeau traîna facilement la pierre, à travers les friches, jusqu’à Saint-Raphaël, où elle est restée.
Voilà ce que racontent les gens du pays ; moi, je ne garantis rien. »

## Politique et administration

### Rattachements administratifs et électoraux
La commune de Saint-Raphaël a, dès 1790, été rattachée au canton d'Excideuil qui dépendait du district d'Excideuil jusqu'en 1795, date de suppression des districts. En 1801, le canton d'Excideuil est rattaché à l'arrondissement de Périgueux.
Dans le cadre de la réforme de 2014 définie par le décret du 21 février 2014, le canton d'Excideuil disparaît aux élections départementales de mars 2015. La commune est alors rattachée électoralement au canton d'Isle-Loue-Auvézère.
En 2017, Saint-Raphaël est rattachée à l'arrondissement de Nontron,.

### Intercommunalité
En 2009, Saint-Raphaël rejoint la communauté de communes Causses et Rivières en Périgord. Celle-ci est dissoute le 1er janvier 2017 et ses communes — hormis Savignac-les-Églises qui rejoint Le Grand Périgueux — sont rattachées à la communauté de communes du Pays de Lanouaille qui la même année prend le nom de communauté de communes Isle-Loue-Auvézère en Périgord.

### Administration municipale
La population de la commune étant inférieure à 100 habitants au recensement de 2017, sept conseillers municipaux ont été élus en 2020,.

### Liste des maires

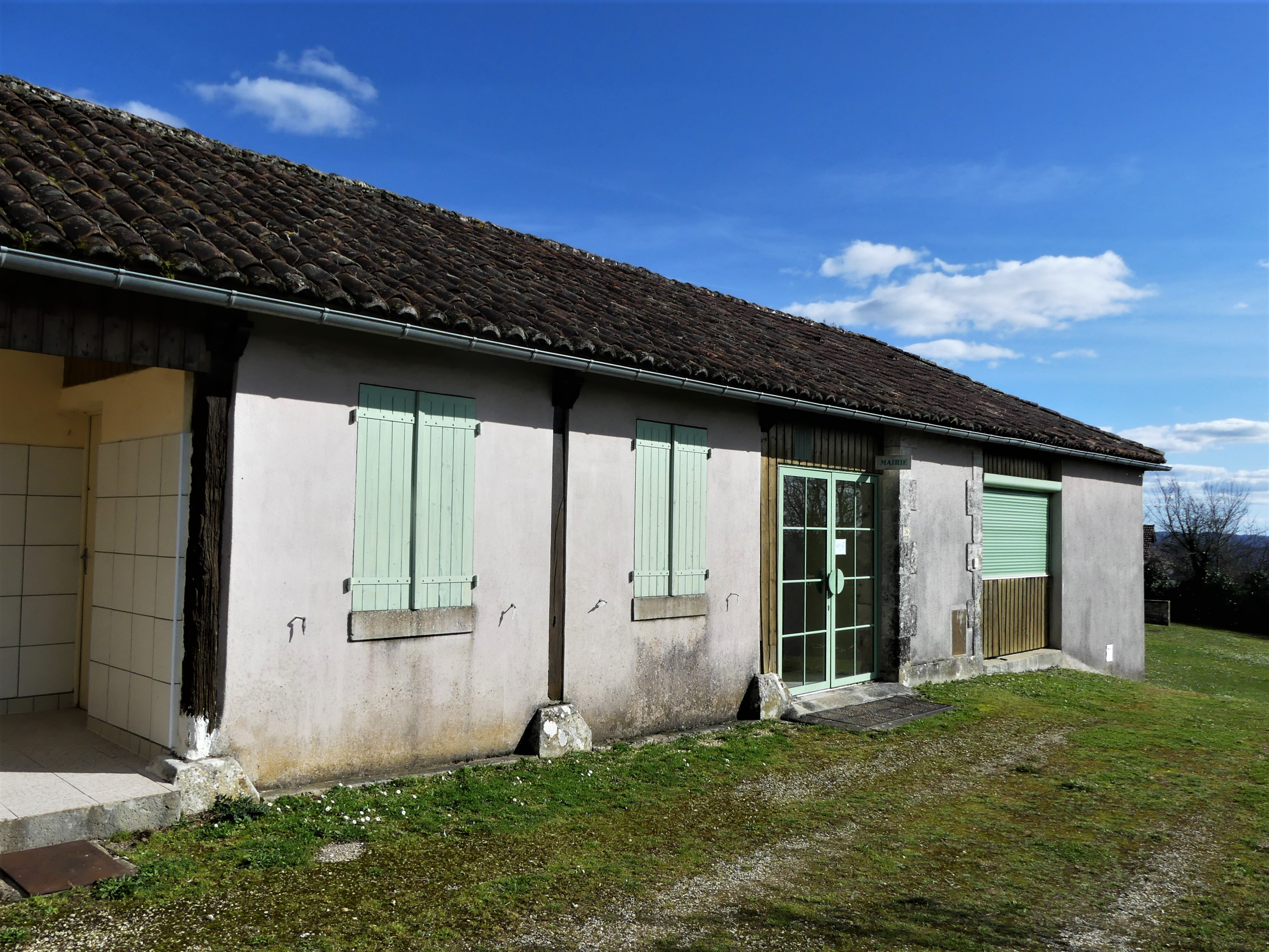
La mairie en 2022.

| Période                                  | Période  | Identité                     | Étiquette | Qualité  |
| ---------------------------------------- | -------- | ---------------------------- | --------- | -------- |
| Les données manquantes sont à compléter. |          |                              |           |          |
|                                          |          |                              |           |          |
| 1987                                     | mai 2020 | Jean-Claude Coustillas       | SE        | Retraité |
| mai 2020                                 | En cours | François, Philippe Clergerie |           |          |

## Équipements et services publics

### Justice
En 2023, dans le domaine judiciaire, Saint-Raphaël relève : 
- du tribunal judiciaire, du tribunal pour enfants, du conseil de prud'hommes et du tribunal de commerce de Périgueux ;
- du pôle Nationalité du tribunal judiciaire de Périgueux (compétent uniquement dans le domaine de la nationalité) ;
- de la cour d'appel, du tribunal administratif et de la  cour administrative d'appel de Bordeaux.

## Population et société

### Démographie
Les habitants de Saint-Raphaël se nomment les Saint-Raphaëlois.
L'évolution du nombre d'habitants est connue à travers les recensements de la population effectués dans la commune depuis 1793. Pour les communes de moins de 10 000 habitants, une enquête de recensement portant sur toute la population est réalisée tous les cinq ans, les populations de référence des années intermédiaires étant quant à elles estimées par interpolation ou extrapolation. Pour la commune, le premier recensement exhaustif entrant dans le cadre du nouveau dispositif a été réalisé en 2005.

En 2022, la commune comptait 94 habitants, en évolution de −2,08 % par rapport à 2016 (Dordogne : +0,37 %, France hors Mayotte : +2,11 %).
| 1793 | 1800 | 1806 | 1821 | 1831 | 1836 | 1841 | 1846 | 1851 |
| ---- | ---- | ---- | ---- | ---- | ---- | ---- | ---- | ---- |
| 360  | 338  | 376  | 228  | 364  | 365  | 362  | 371  | 356  |

| 1856 | 1861 | 1866 | 1872 | 1876 | 1881 | 1886 | 1891 | 1896 |
| ---- | ---- | ---- | ---- | ---- | ---- | ---- | ---- | ---- |
| 368  | 352  | 347  | 308  | 315  | 304  | 287  | 298  | 300  |

| 1901 | 1906 | 1911 | 1921 | 1926 | 1931 | 1936 | 1946 | 1954 |
| ---- | ---- | ---- | ---- | ---- | ---- | ---- | ---- | ---- |
| 239  | 254  | 222  | 212  | 196  | 177  | 170  | 155  | 118  |

| 1962 | 1968 | 1975 | 1982 | 1990 | 1999 | 2005 | 2006 | 2010 |
| ---- | ---- | ---- | ---- | ---- | ---- | ---- | ---- | ---- |
| 120  | 112  | 89   | 93   | 109  | 93   | 104  | 101  | 110  |

| 2015 | 2020 | 2022 | - | - | - | - | - | - |
| ---- | ---- | ---- | - | - | - | - | - | - |
| 96   | 93   | 94   | - | - | - | - | - | - |

## Économie

### Emploi
En 2018, parmi la population communale comprise entre 15 et 64 ans, les actifs représentent 36 personnes, soit 38,3 % de la population municipale. Le nombre de chômeurs (cinq) a augmenté par rapport à 2013 (trois) et le taux de chômage de cette population active s'établit à 13,9 %.

### Établissements
Au 31 décembre 2015, la commune compte neuf établissements, dont cinq au niveau des commerces, transports ou services, deux dans l'agriculture, la sylviculture ou la pêche, un dans la construction, et un relatif au secteur administratif.

## Culture locale et patrimoine

### Lieux et monuments
- L'église Saint-Raphaël de Saint-Raphaël[70], inscrite partiellement au titre des monuments historiques en 1927 pour les « deux piliers de l'ancienne église et les deux chapiteaux encastrés dans le mur extérieur de la sacristie »[71].
- Le tombeau attribué à saint Remy.
- La fontaine de Ladoux, ou de la Doue, source karstique.

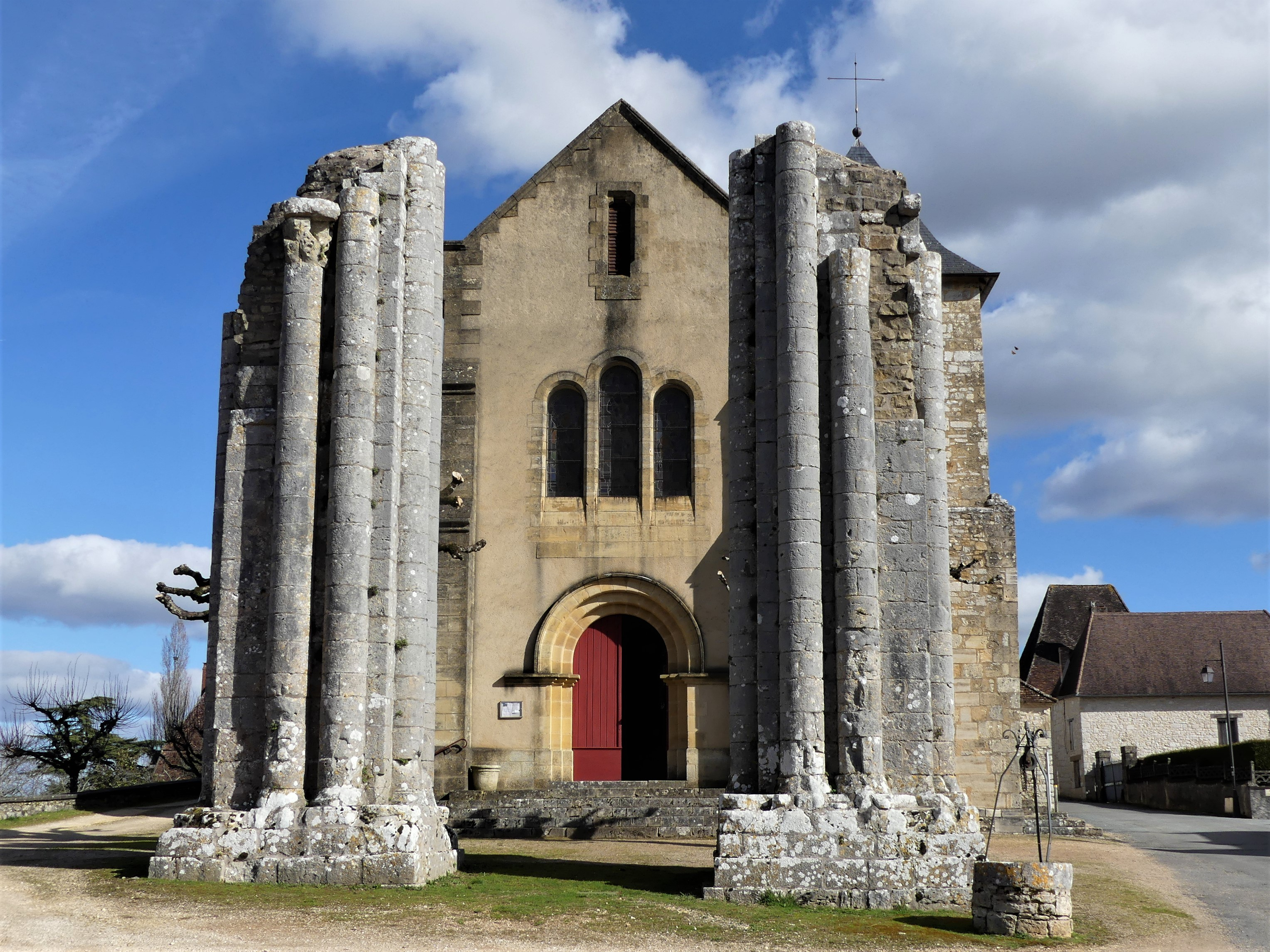
Les vestiges des deux piliers de l'ancienne église devant l'église actuelle.
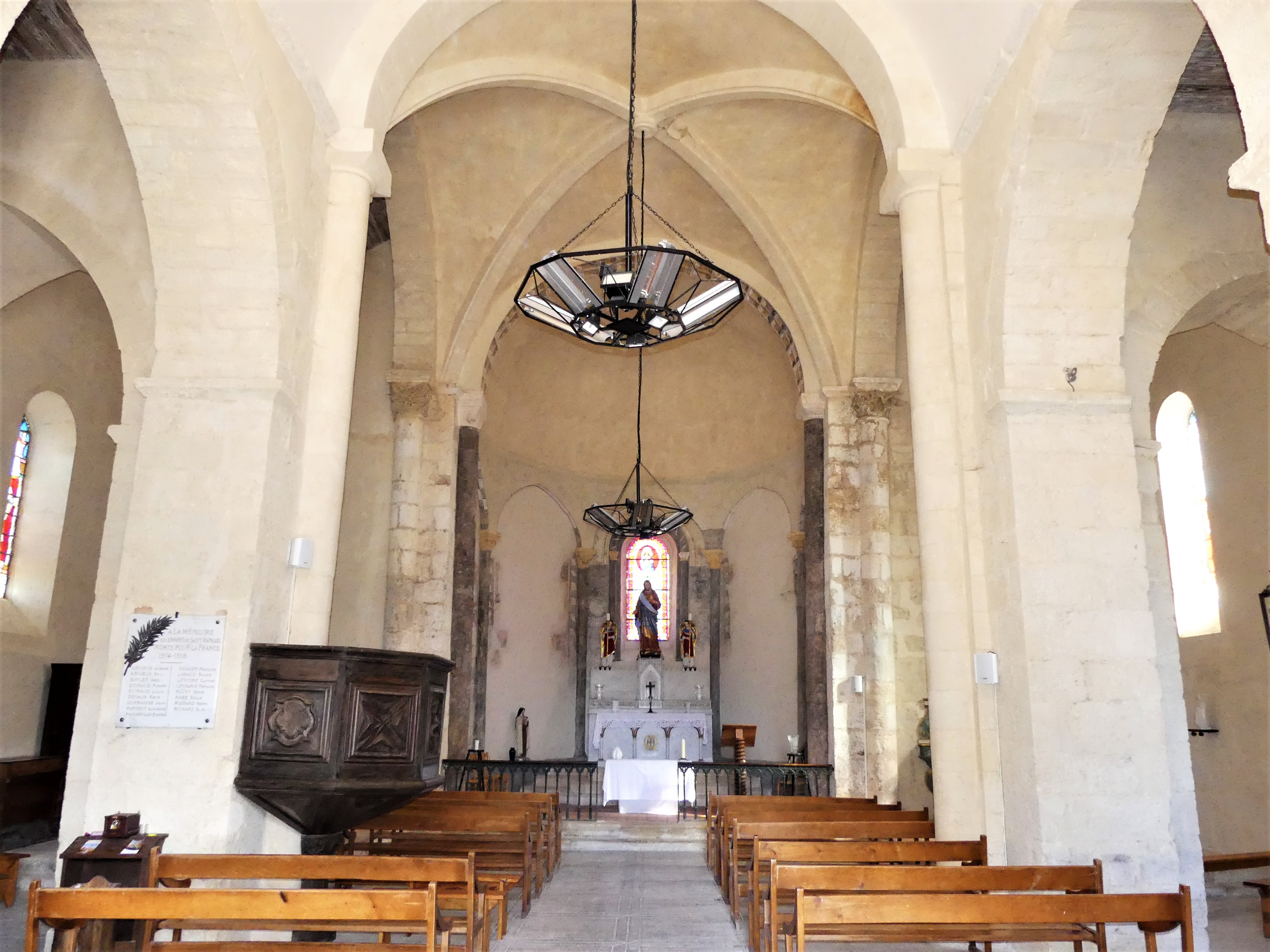
La nef.
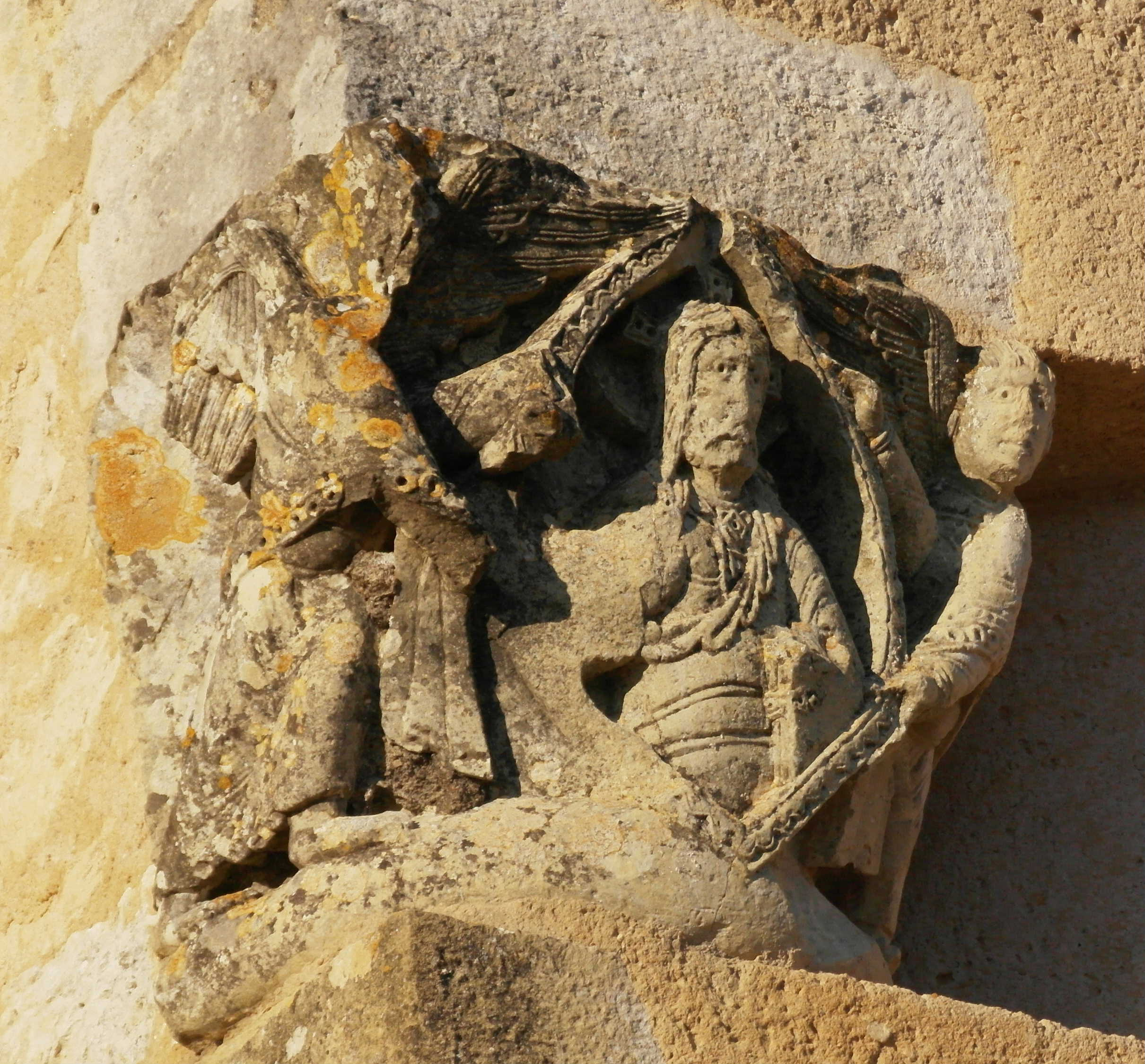
Un des chapiteaux du mur de la sacristie.
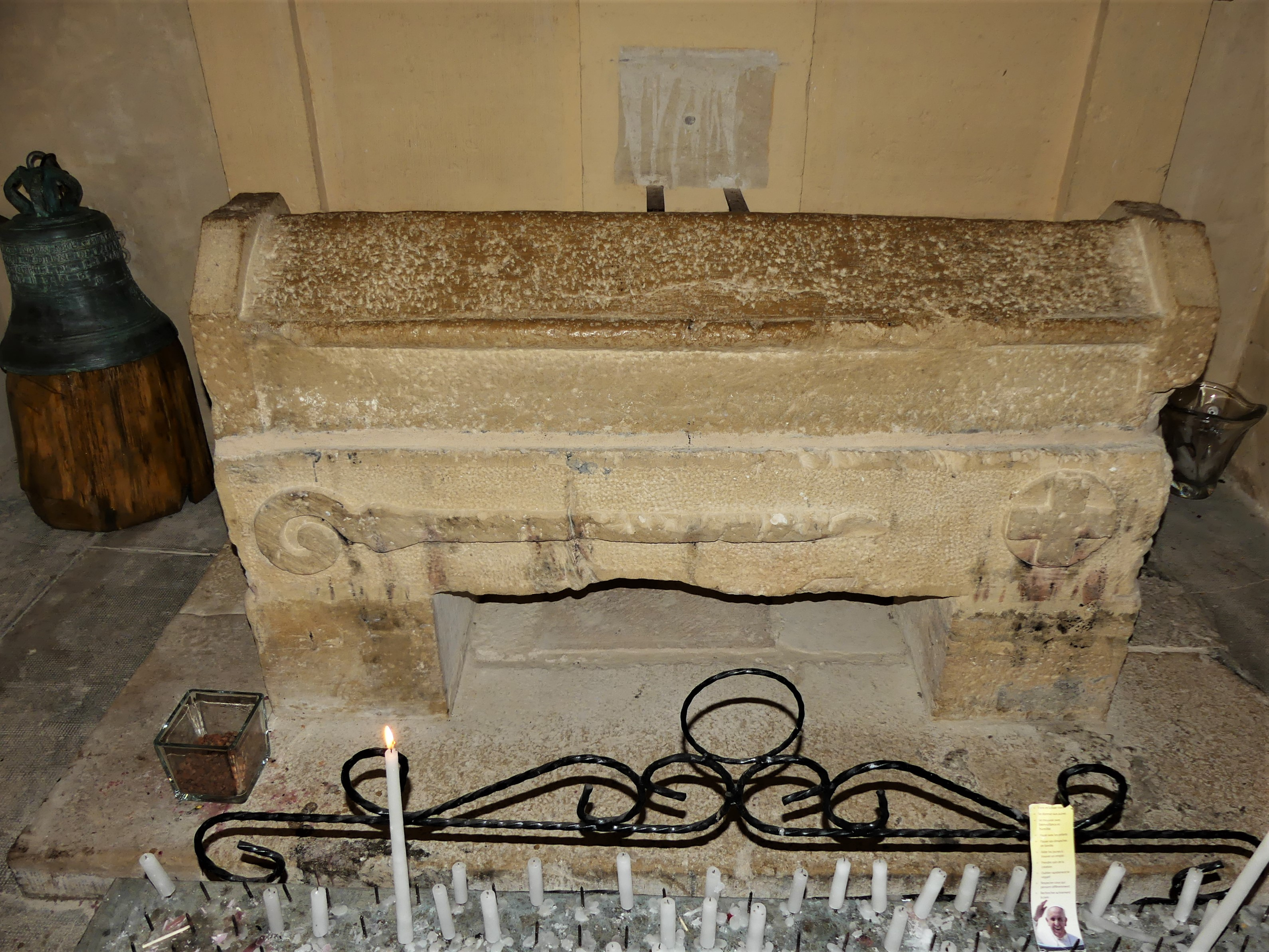
Le tombeau de saint Victurnien, attribué à tort à saint Remy.
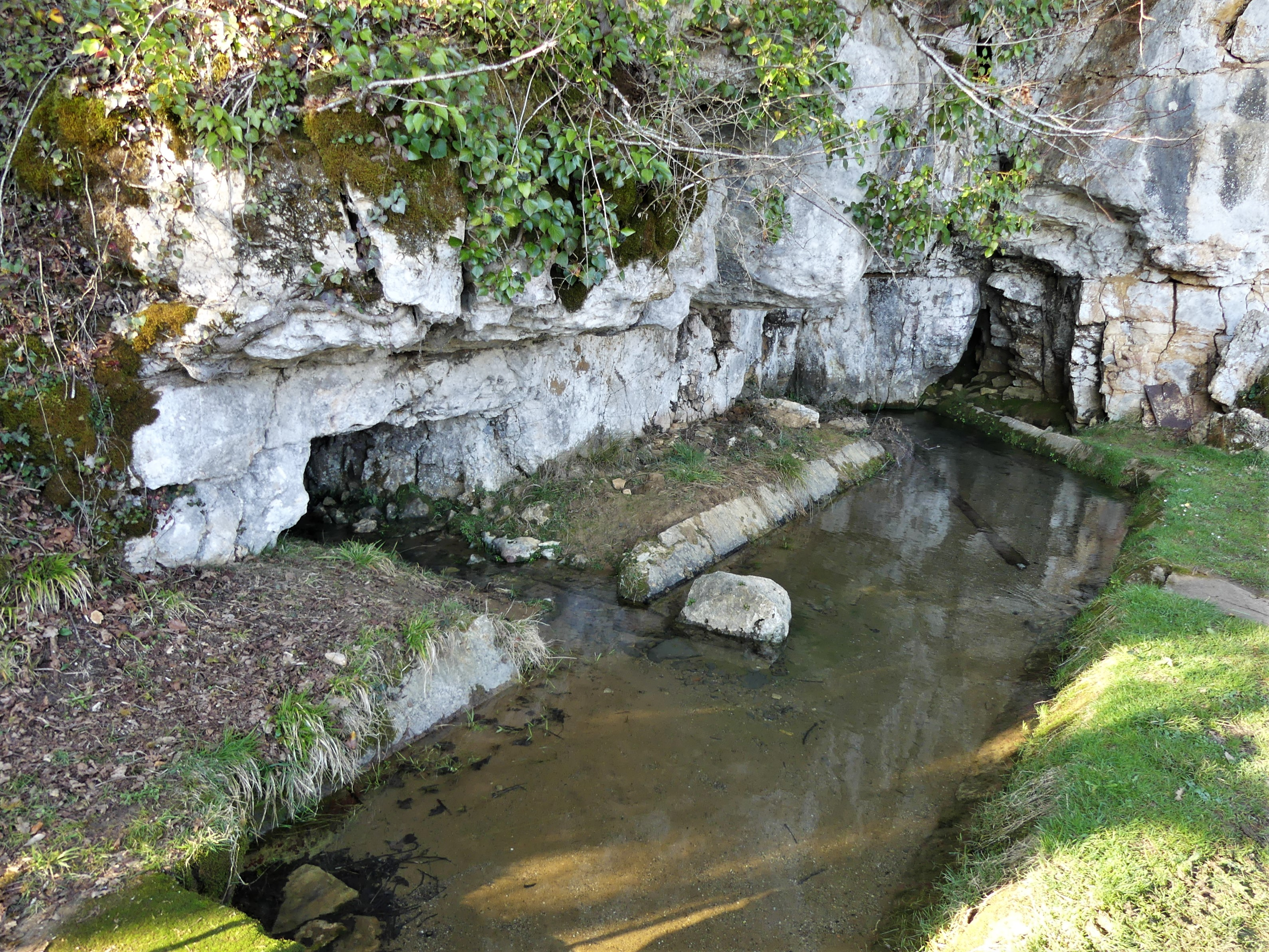
Les deux sources de la fontaine de Ladoux.
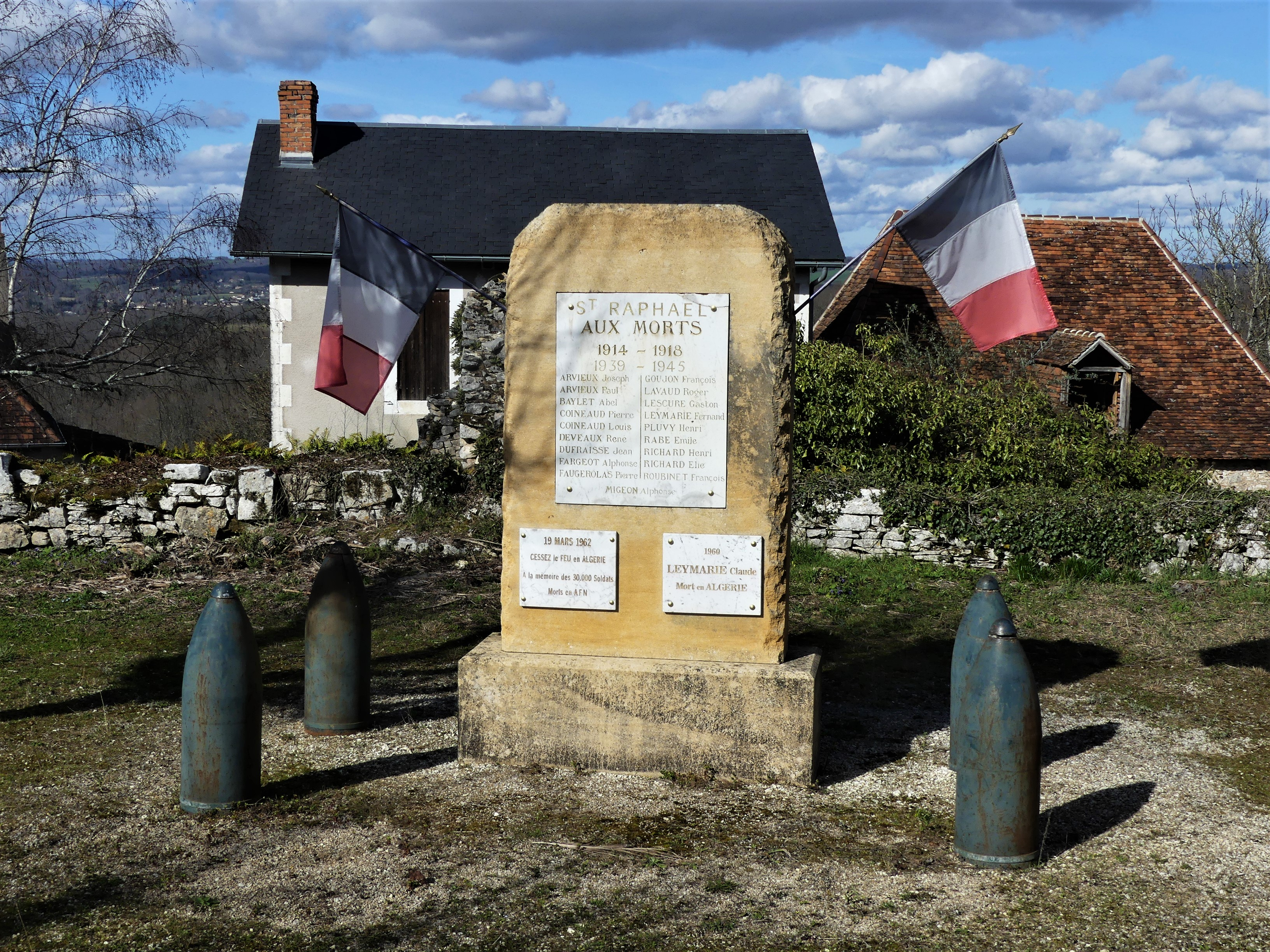
Le monument aux morts.

### Patrimoine urbain
Le bourg et ses abords forment un site inscrit sur 127 hectares depuis 1977.

## Pour approfondir